# Ignacio Ramírez (Durango)
Ignacio Ramírez es una localidad del estado mexicano de Durango. Es parte del municipio de Guadalupe Victoria.

## Toponimia
El nombre de la localidad rinde homenaje a Ignacio Ramírez «El Nigromante», pensador liberal del siglo XIX.

## Demografía
| Gráfica de evolución demográfica |
|                                  |

| Censo | Población |
| ----- | --------- |
| 1921  | 1 810     |
| 1930  | 1 737     |
| 1940  | 1 786     |
| 1950  | 1 979     |
| 1960  | 2 197     |
| 1970  | 2 749     |
| 1980  | 3 116     |
| 1990  | 2 706     |
| 2000  | 2 485     |
| 2010  | 2 432     |
| 2020  | 2 511     |